# Менсфілд (Огайо)
Менсфілд (англ. Mansfield) — місто (англ. city) в США, в окрузі Ричленд штату Огайо. Населення — 47 534 осіб (2020).

## Географія
Менсфілд розташований за координатами 40°46′0″ пн. ш. 82°31′51″ зх. д. / 40.76667° пн. ш. 82.53083° зх. д. (40.766720, -82.530820).  За даними Бюро перепису населення США в 2010 році місто мало площу 80,10 км², з яких 79,96 км² — суходіл та 0,14 км² — водойми.

## Клімат
| Клімат : Менсфілд                            | Клімат : Менсфілд | Клімат : Менсфілд | Клімат : Менсфілд | Клімат : Менсфілд | Клімат : Менсфілд | Клімат : Менсфілд | Клімат : Менсфілд | Клімат : Менсфілд | Клімат : Менсфілд | Клімат : Менсфілд | Клімат : Менсфілд | Клімат : Менсфілд | Клімат : Менсфілд |
| Показник                                     | Січ.              | Лют.              | Бер.              | Квіт.             | Трав.             | Черв.             | Лип.              | Серп.             | Вер.              | Жовт.             | Лист.             | Груд.             | Рік               |
| Абсолютний максимум, °C                      | 20,6              | 23,3              | 28,9              | 30,6              | 35,0              | 38,3              | 40,6              | 39,4              | 36,1              | 32,2              | 26,1              | 22,8              | 40,6              |
| Середній максимум, °C                        | 0,4               | 2,4               | 7,9               | 15,2              | 20,8              | 25,6              | 27,6              | 26,7              | 22,9              | 16,4              | 9,7               | 2,5               | 14,8              |
| Середній мінімум, °C                         | −7,6              | −6,4              | −2,2              | 3,4               | 8,9               | 14,1              | 16,3              | 15,6              | 11,4              | 5,5               | 0,6               | −5,1              | 4,6               |
| Абсолютний мінімум, °C                       | −30               | −29,4             | −28,9             | −13,3             | −6,7              | 0,0               | 4,4               | 0,0               | −5,6              | −8,3              | −27,2             | −28,9             | −30               |
| Норма опадів, мм                             | 73                | 61                | 86                | 105               | 115               | 121               | 111               | 111               | 84                | 75                | 97                | 84                | 1122              |
| Днів з опадами                               | 14,9              | 12,9              | 13,8              | 14,5              | 13,8              | 11,9              | 10,5              | 10,2              | 9,5               | 10,6              | 12,8              | 14,9              | 150,3             |
| Днів зі снігом                               | 10,8              | 9,0               | 6,1               | 2,1               | 0                 | 0                 | 0                 | 0                 | 0                 | 0,3               | 2,8               | 8,6               | 39,7              |
| Вологість повітря, %                         | 76.1              | 73.5              | 70.7              | 65.2              | 68.0              | 71.3              | 71.4              | 74.8              | 74.8              | 70.2              | 74.8              | 78.0              | 72.4              |
| -------------------------------------------- | ----------------- | ----------------- | ----------------- | ----------------- | ----------------- | ----------------- | ----------------- | ----------------- | ----------------- | ----------------- | ----------------- | ----------------- | ----------------- |
| Джерело: NOAA (відносна вологість 1961–1990) |                   |                   |                   |                   |                   |                   |                   |                   |                   |                   |                   |                   |                   |

## Демографія
Згідно з переписом 2010 року, у місті мешкала 47 821 особа в 18 696 домогосподарствах у складі 10 655 родин. Густота населення становила 597 осіб/км².  Було 22022 помешкання (275/км²).
Расовий склад населення:
| - 73,3 % — білих - 22,1 % — чорних або афроамериканців - 0,7 % — азіатів - 0,2 % — корінних американців - 0,1 % — вихідців з тихоокеанських островів |

До двох чи більше рас належало 3,0 %. Частка іспаномовних становила 1,9 % від усіх жителів.
За віковим діапазоном населення розподілялося таким чином: 20,2 % — особи молодші 18 років, 64,1 % — особи у віці 18—64 років, 15,7 % — особи у віці 65 років та старші. Медіана віку мешканця становила 38,5 року. На 100 осіб жіночої статі у місті припадало 112,6 чоловіків;  на 100 жінок у віці від 18 років та старших — 114,3 чоловіків також старших 18 років.
Середній дохід на одне домашнє господарство  становив 45 641 долар США (медіана — 32 148), а середній дохід на одну сім'ю — 56 263 долари (медіана — 42 137). Медіана доходів становила 39 372 долари для чоловіків та 30 782 долари для жінок. За межею бідності перебувало 26,2 % осіб, у тому числі 40,5 % дітей у віці до 18 років та 10,9 % осіб у віці 65 років та старших.
Цивільне працевлаштоване населення становило 16 761 особа. Основні галузі зайнятості: освіта, охорона здоров'я та соціальна допомога — 23,3 %, виробництво — 19,5 %, роздрібна торгівля — 11,7 %, мистецтво, розваги та відпочинок — 11,0 %.

## Пам'ятки
Однією з визначних пам'яток Менсфілда є Менсфілдська в'язниця, відома за фільмом «Втеча з Шоушенка», де вона знята як в'язниця Шоушенк.
У місті народився американський актор Люк Перрі (1966—2019).

## Світлини

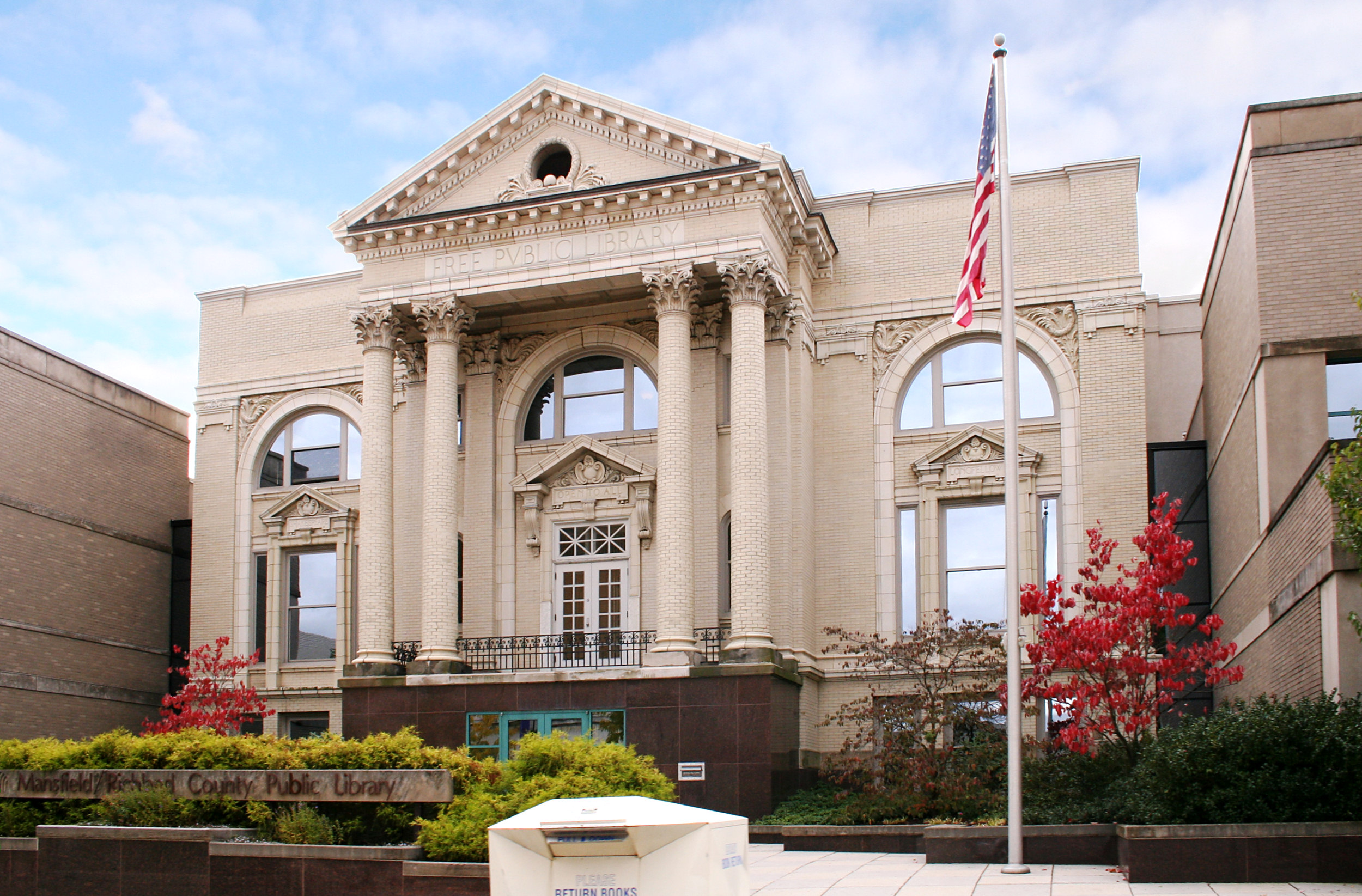
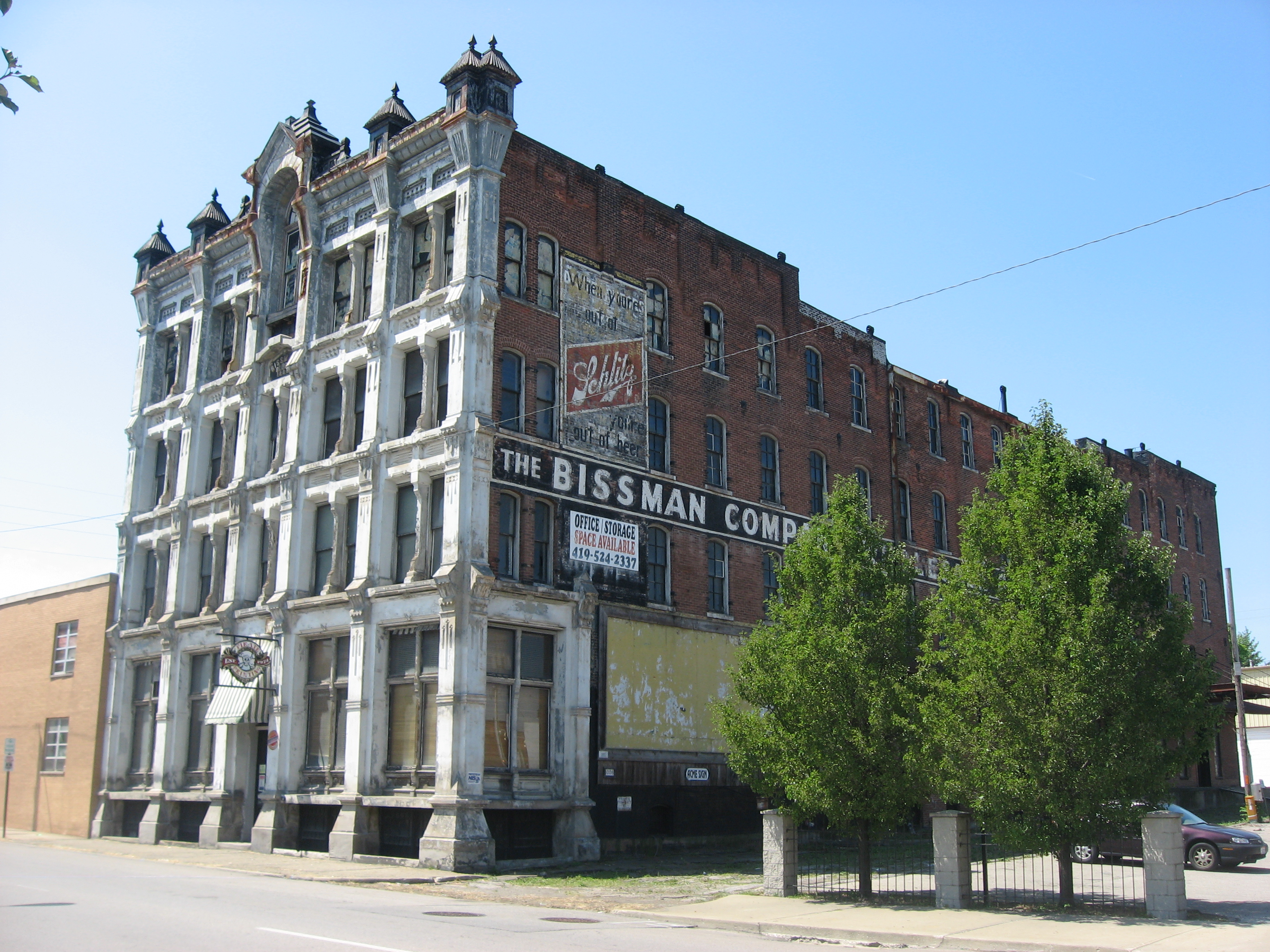
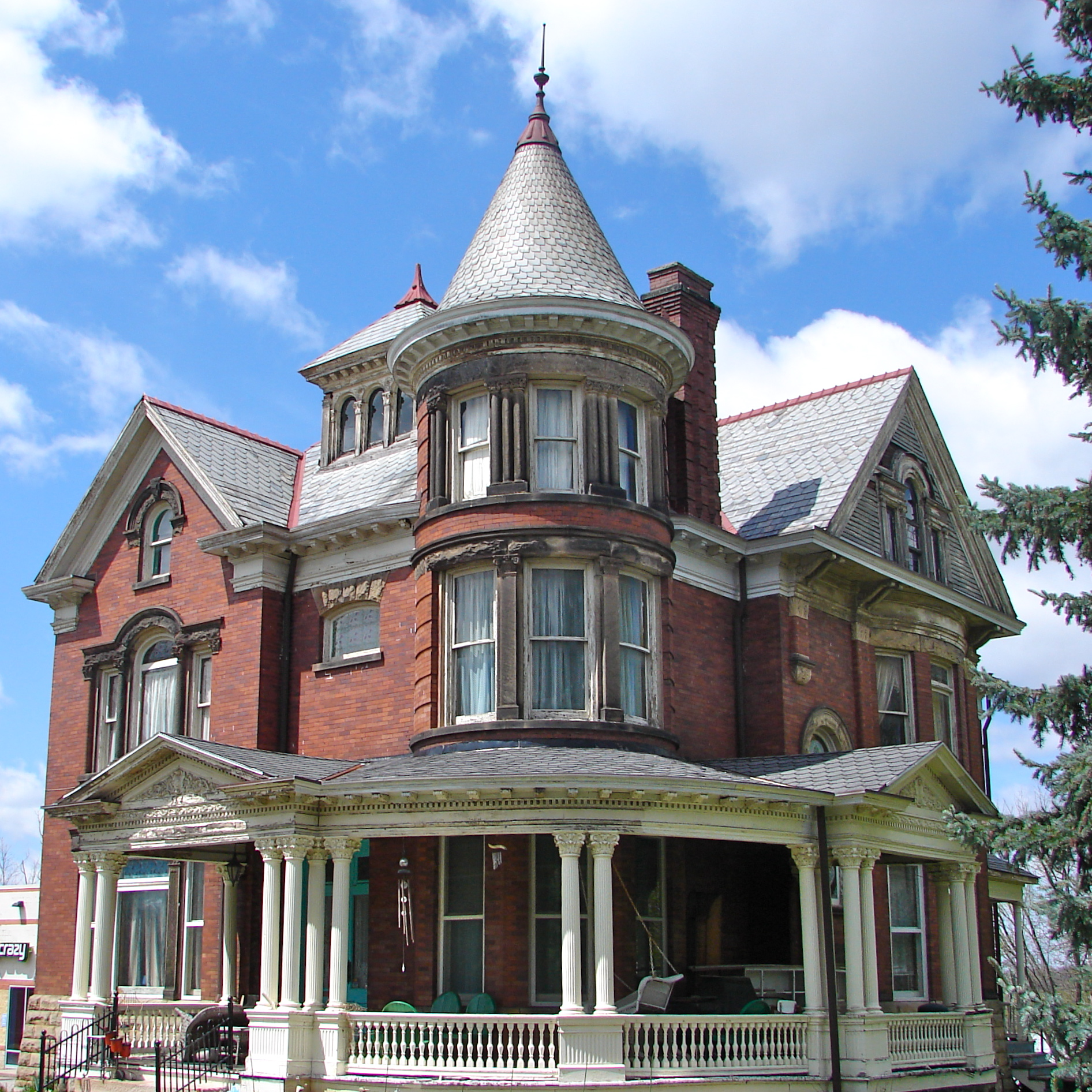
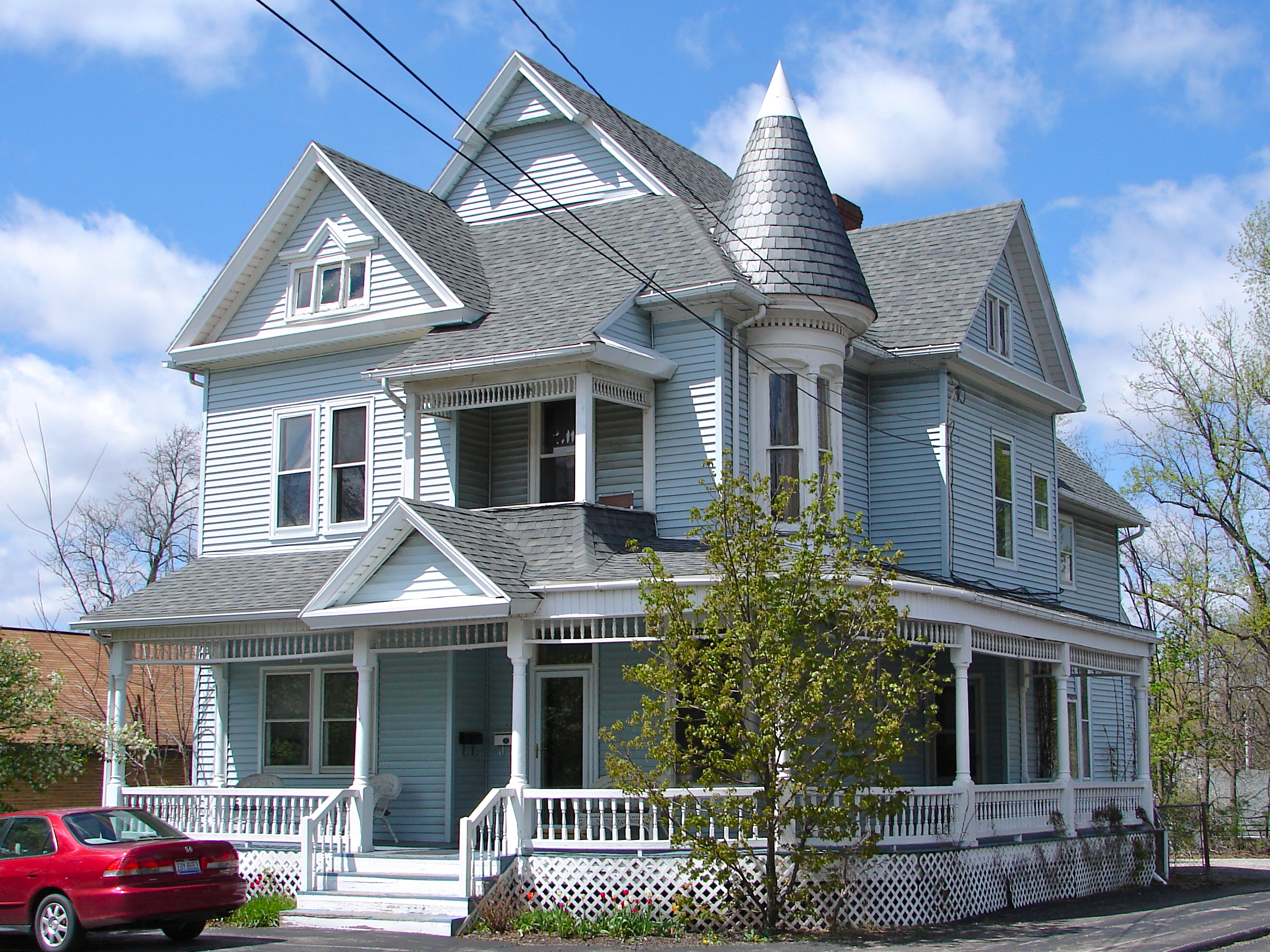
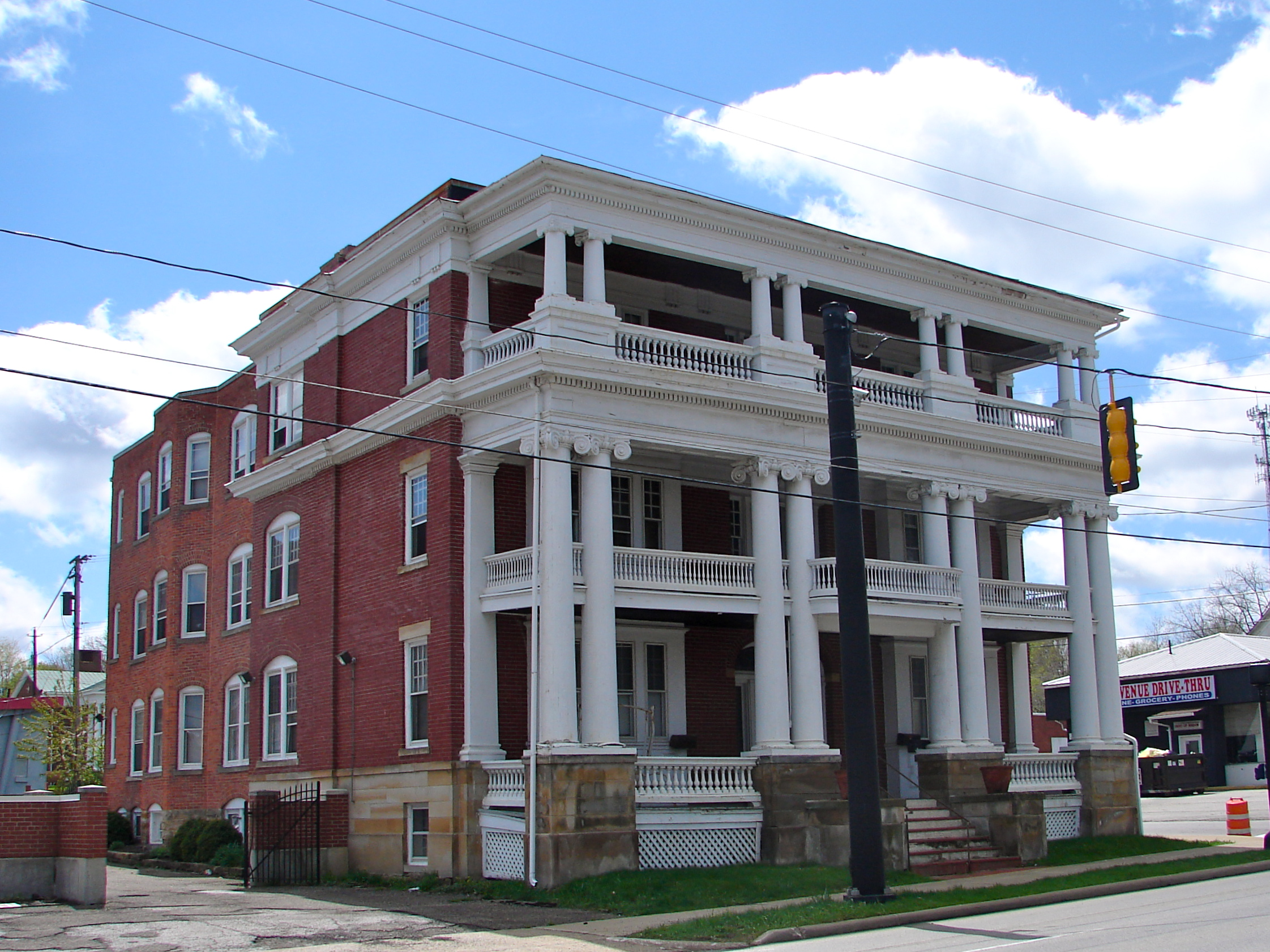

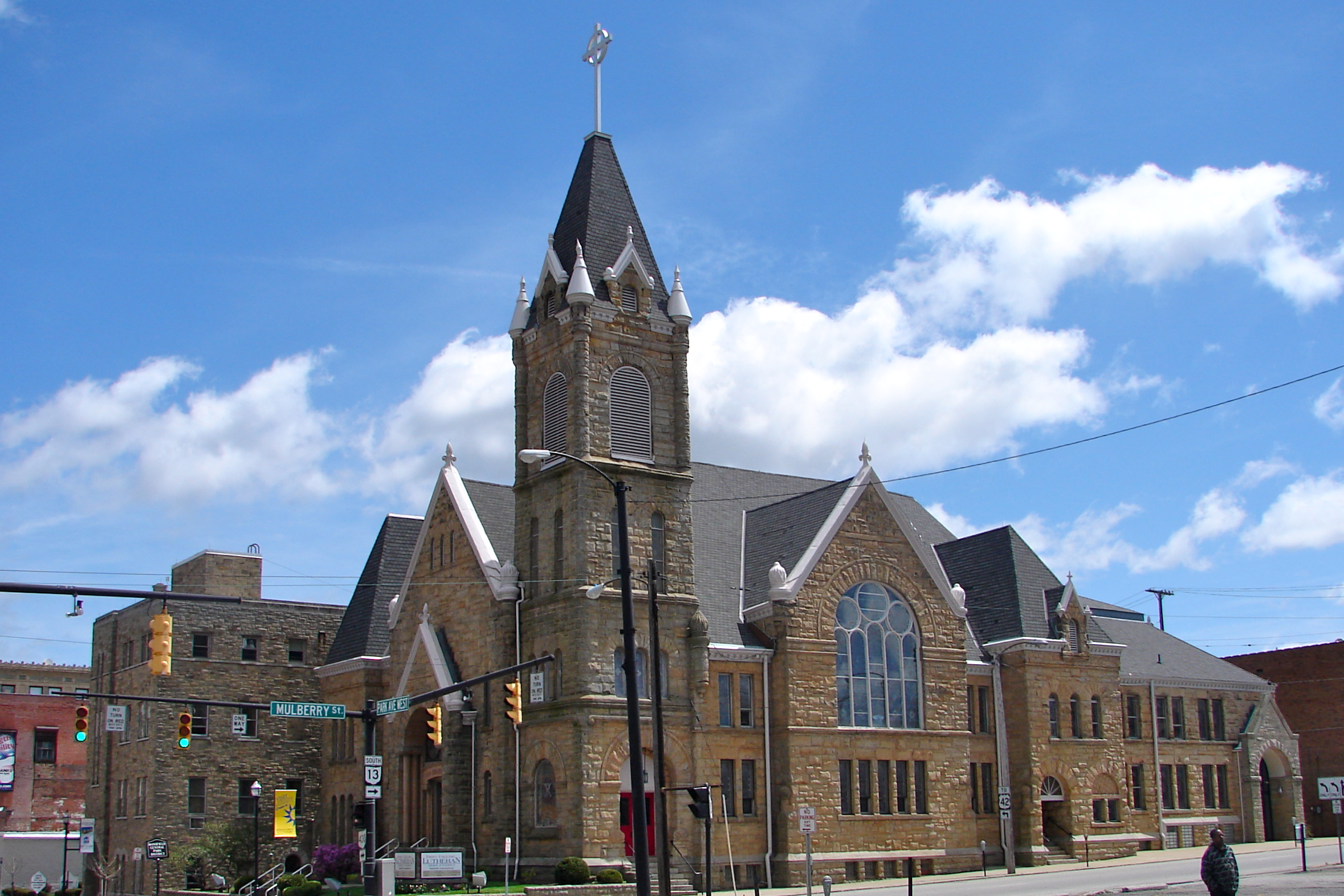
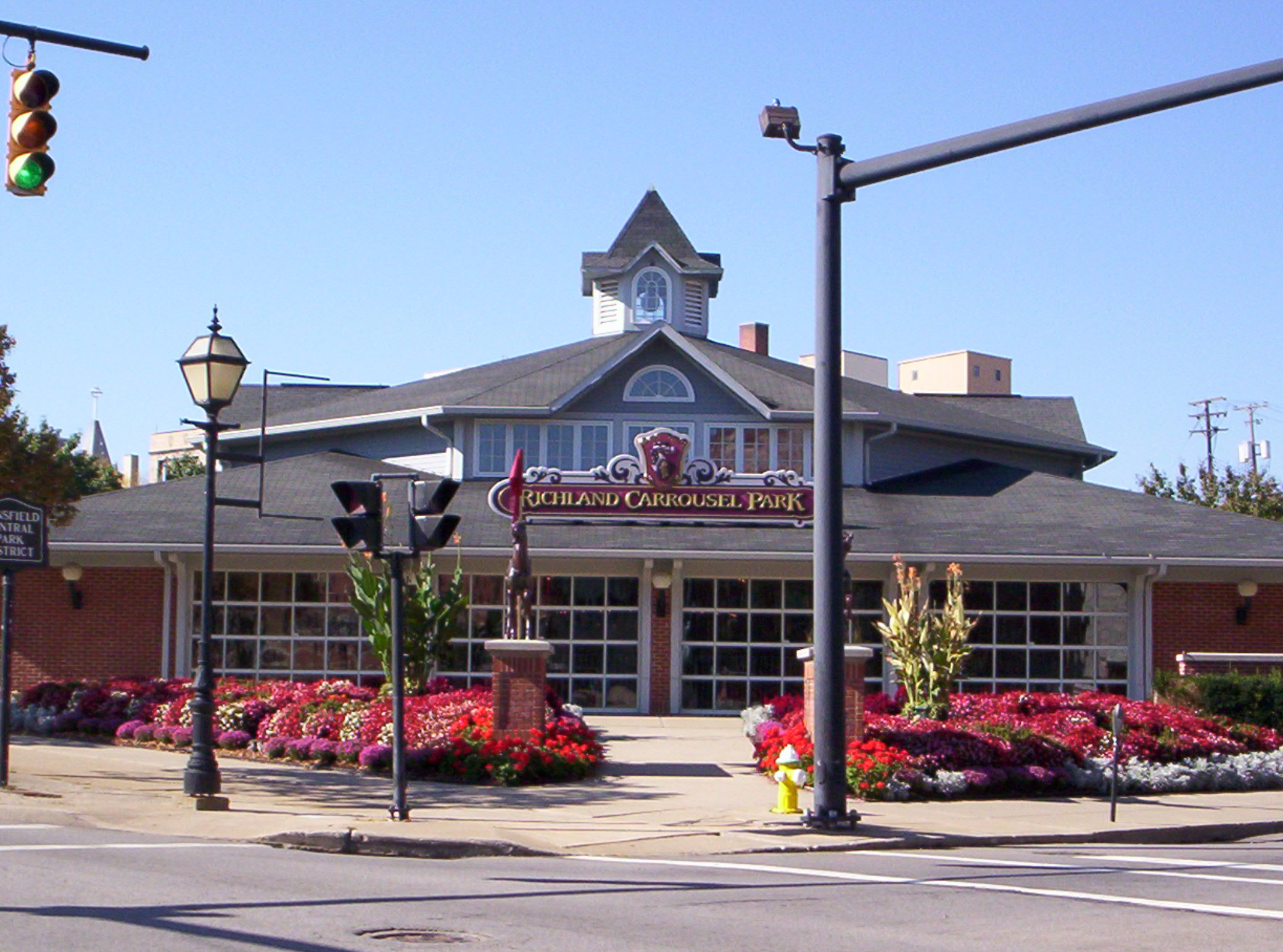
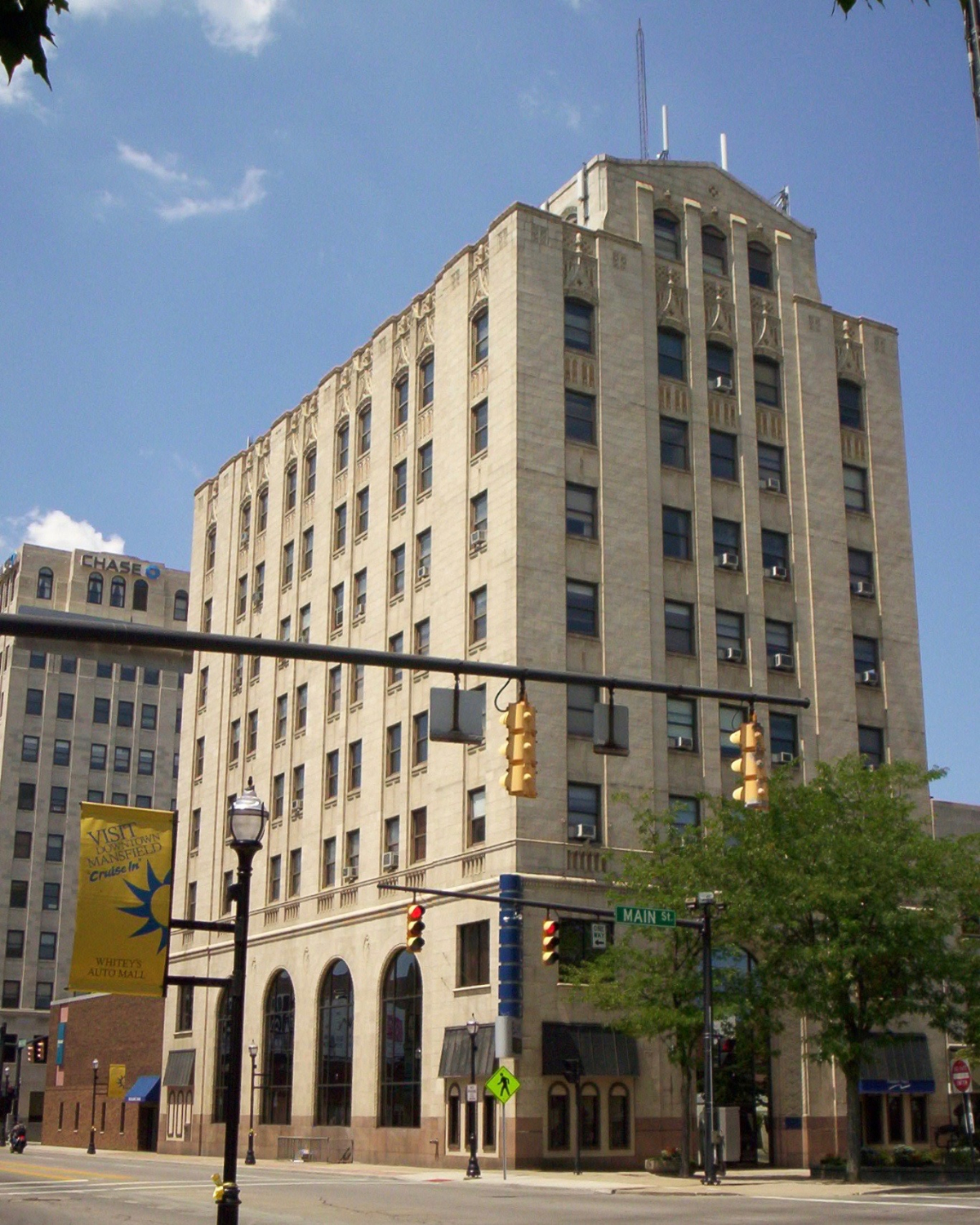
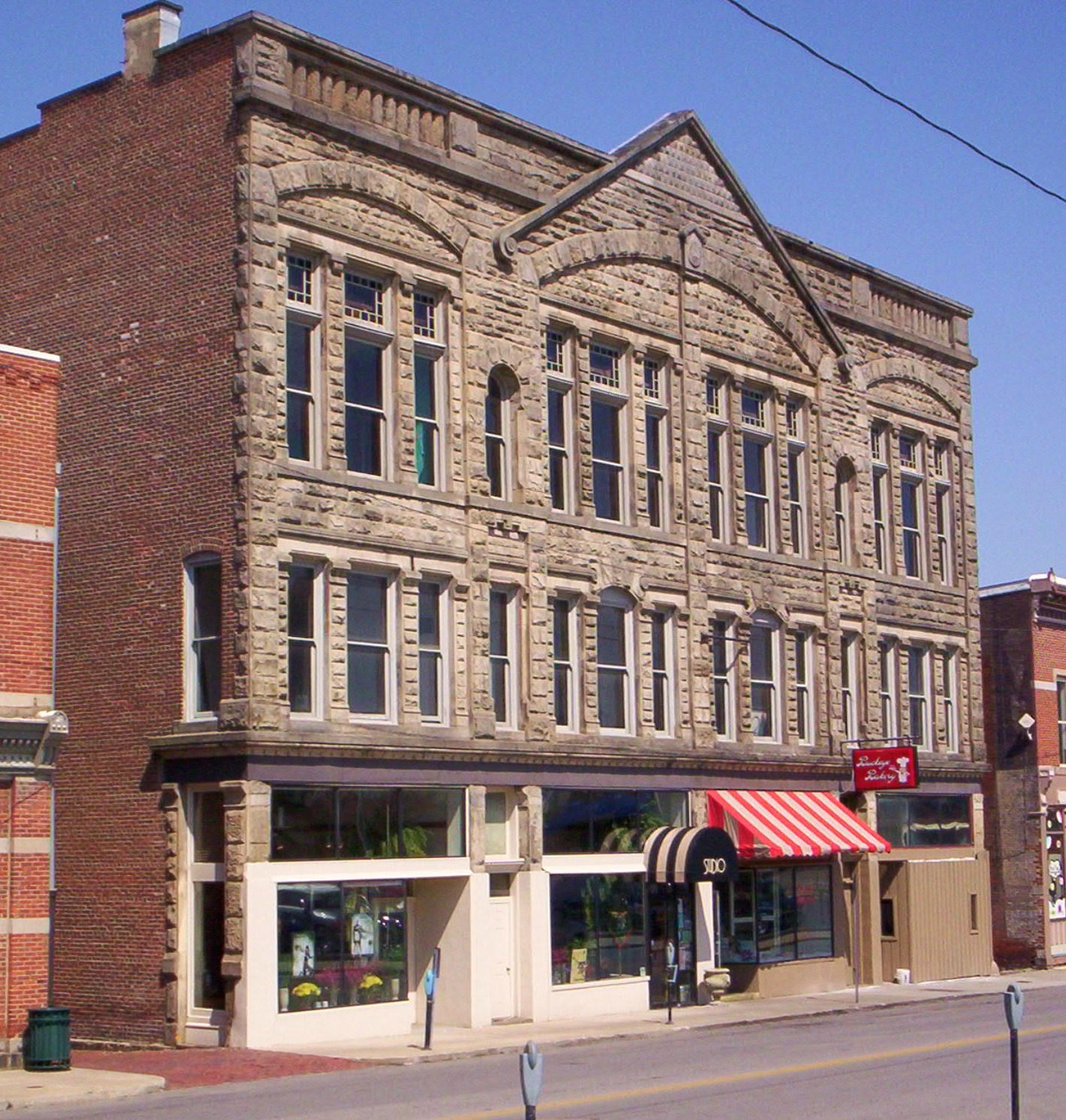
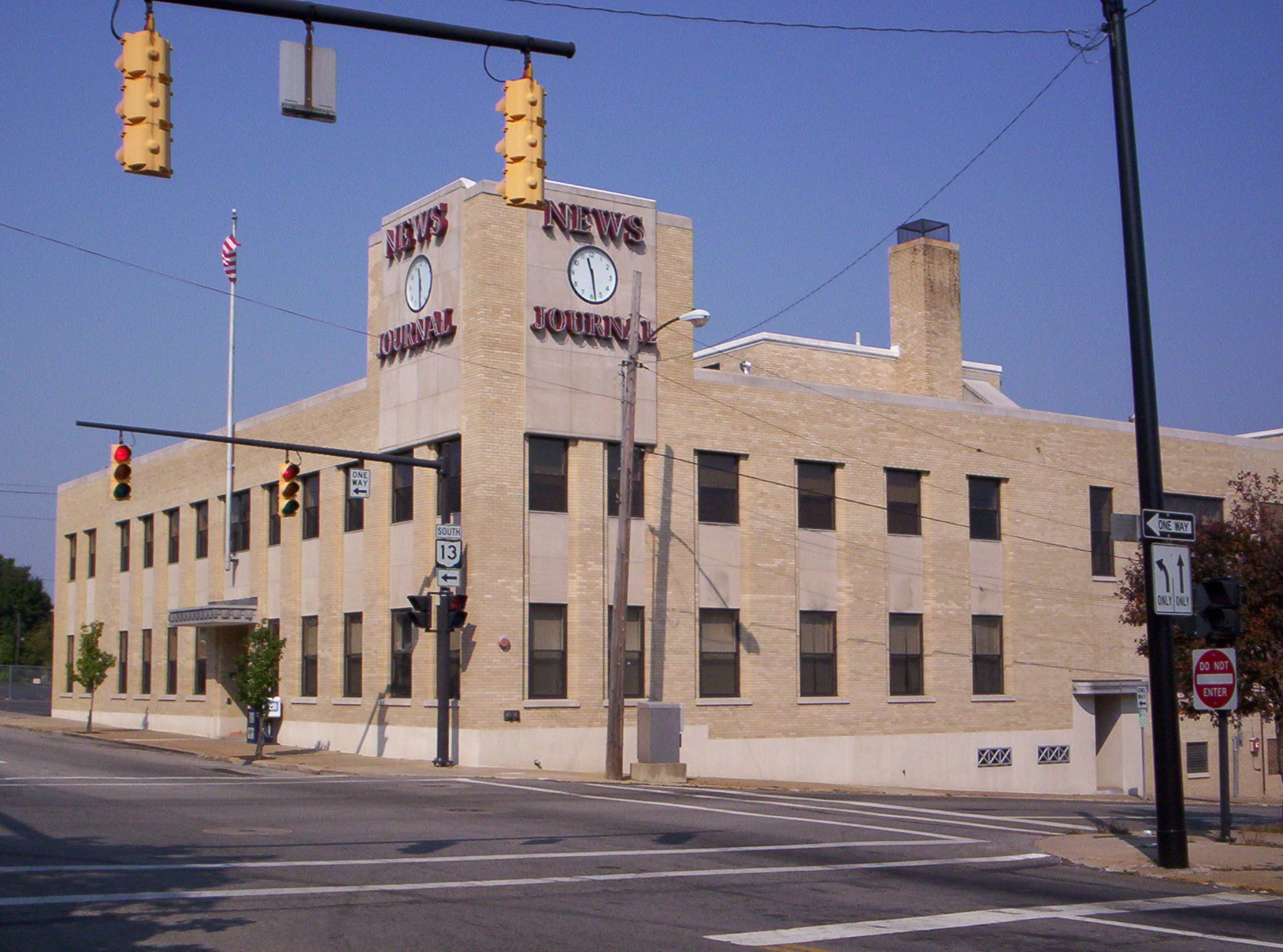

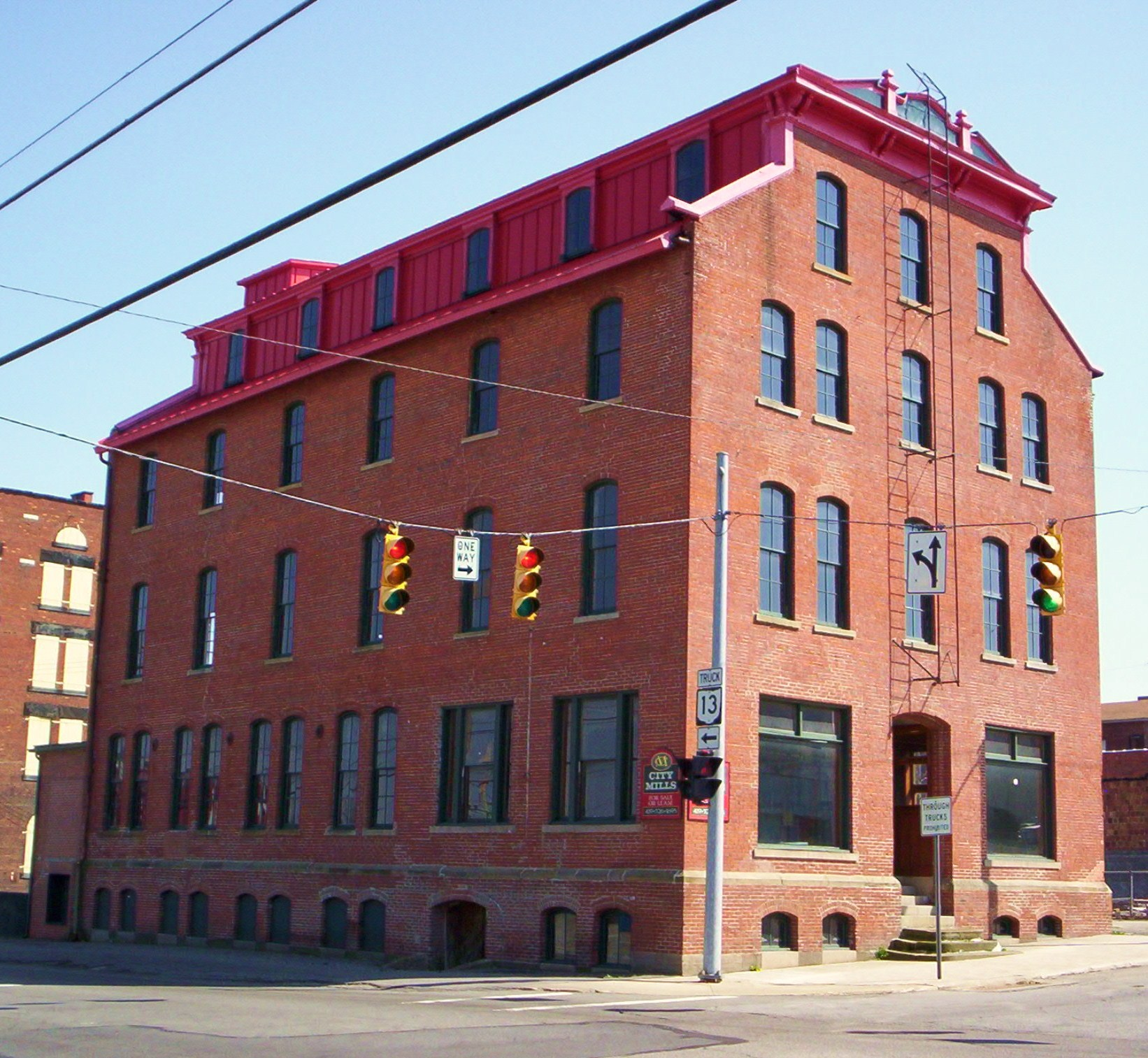
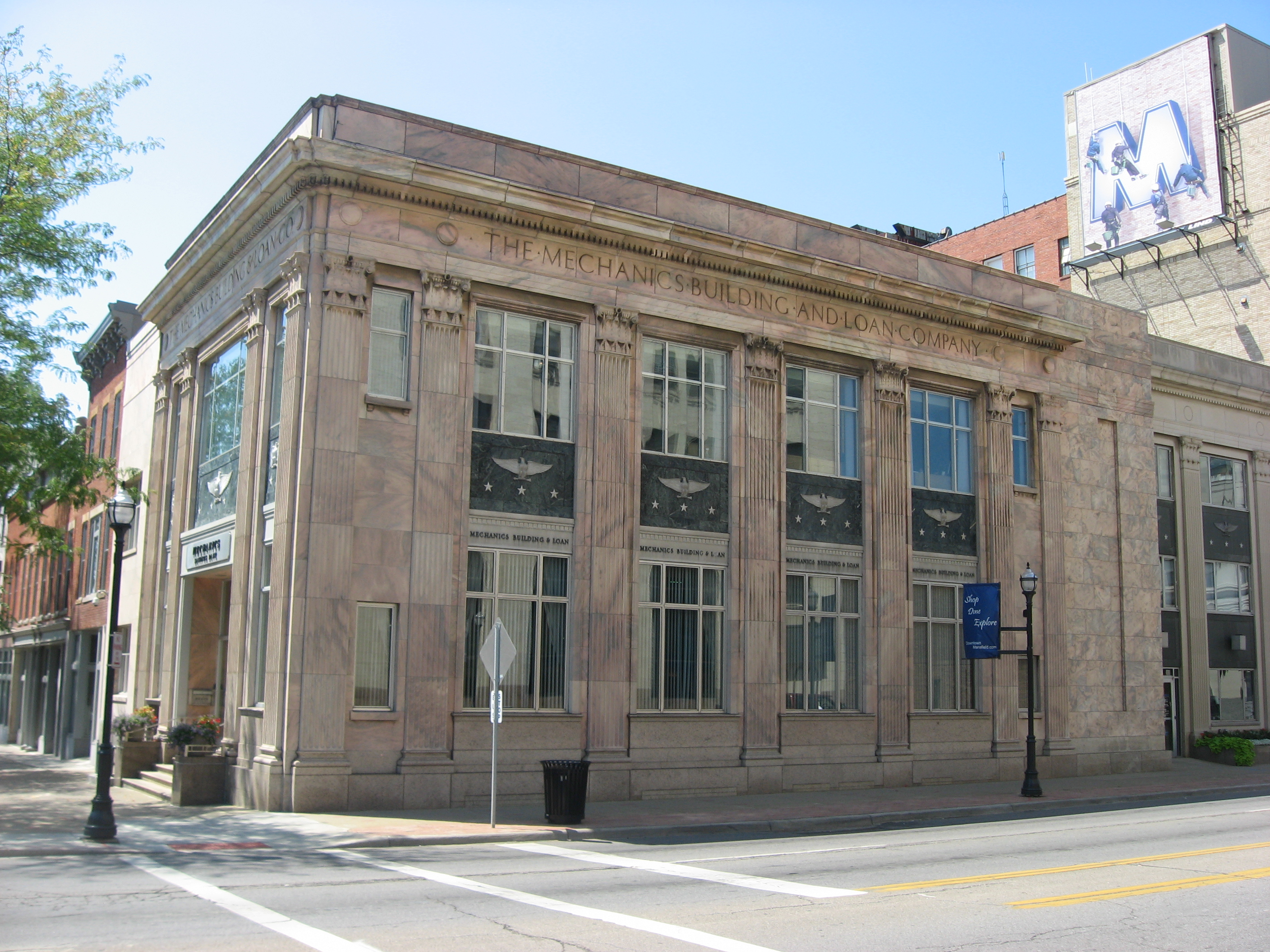
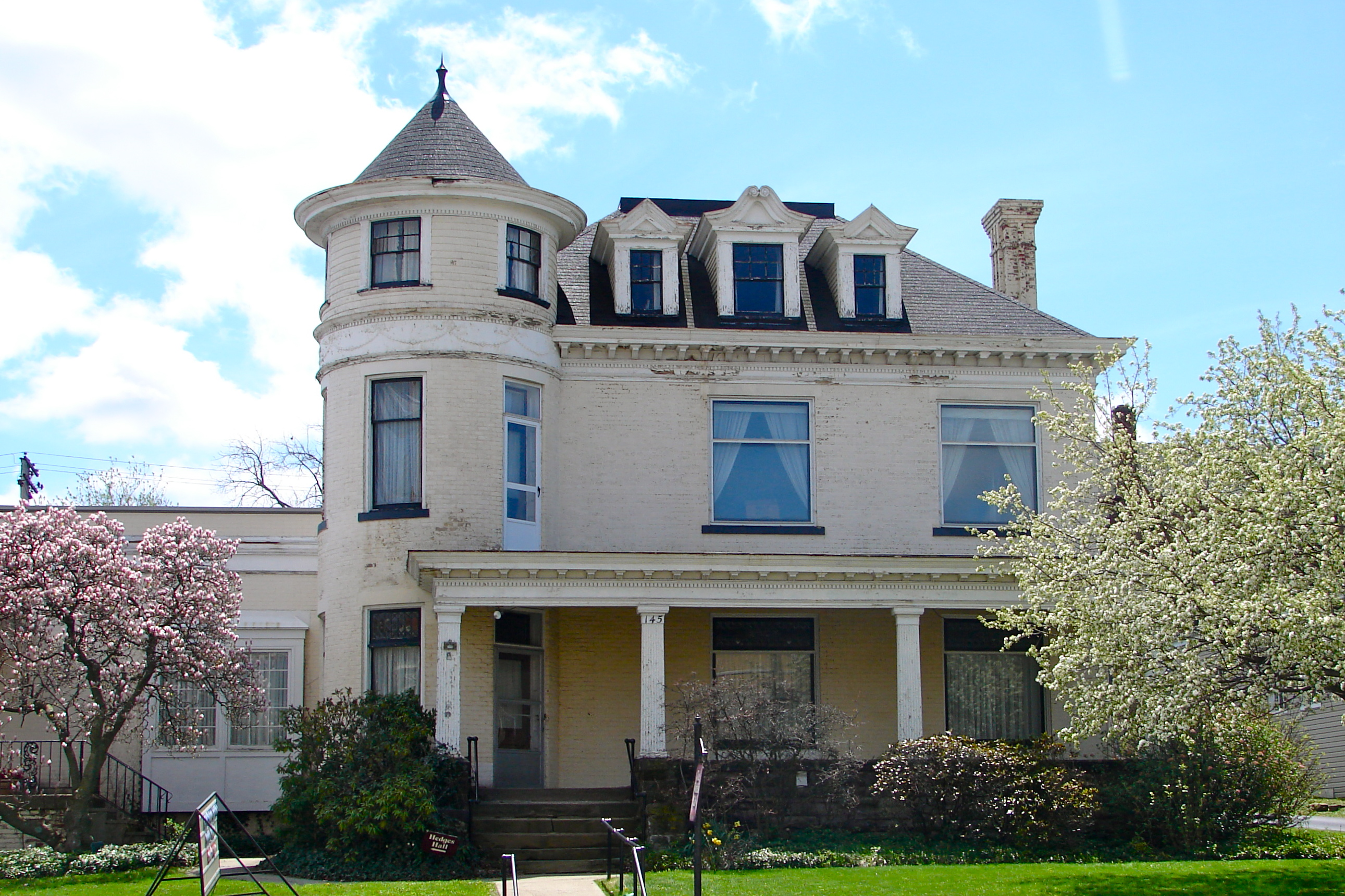
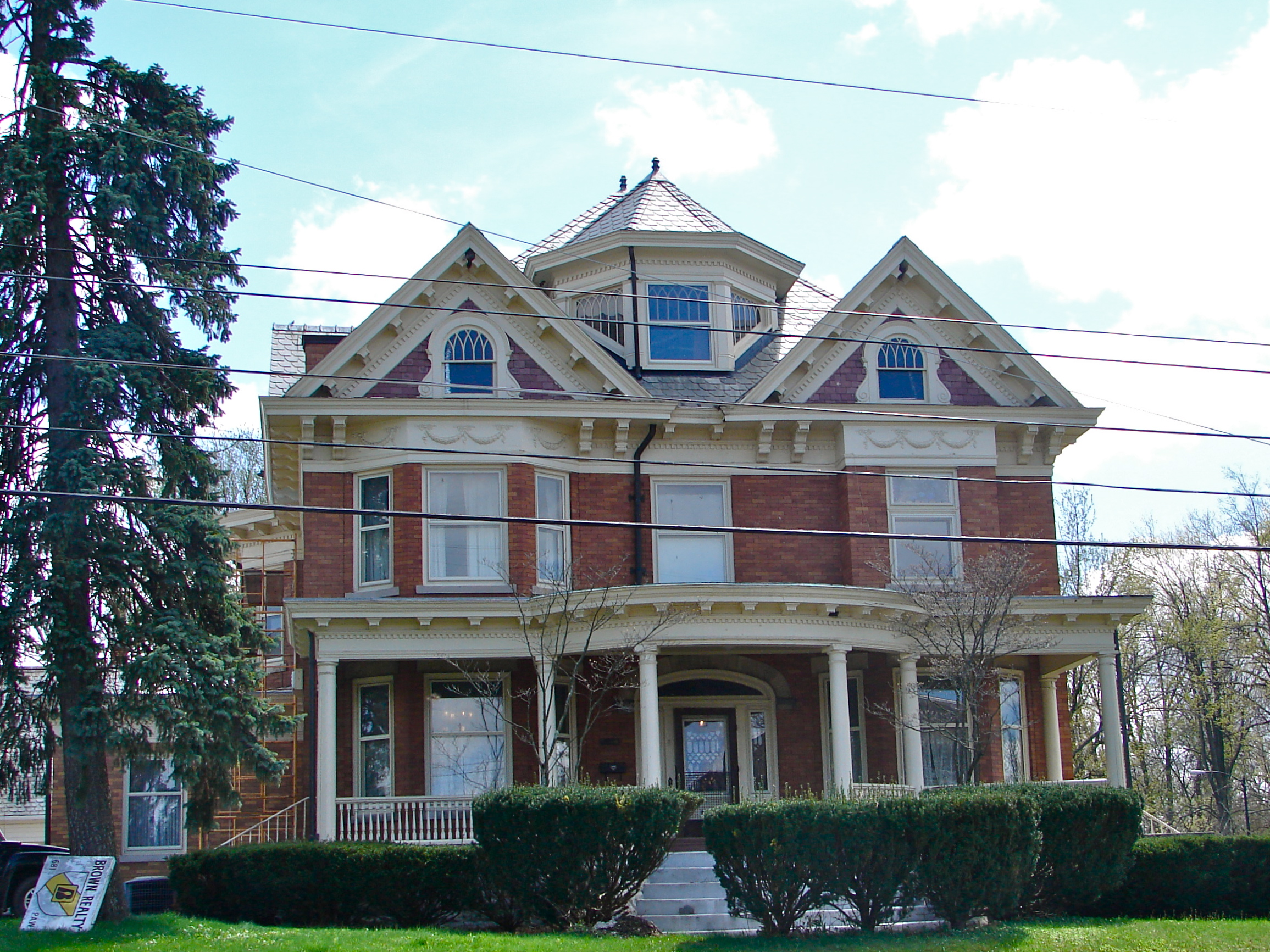
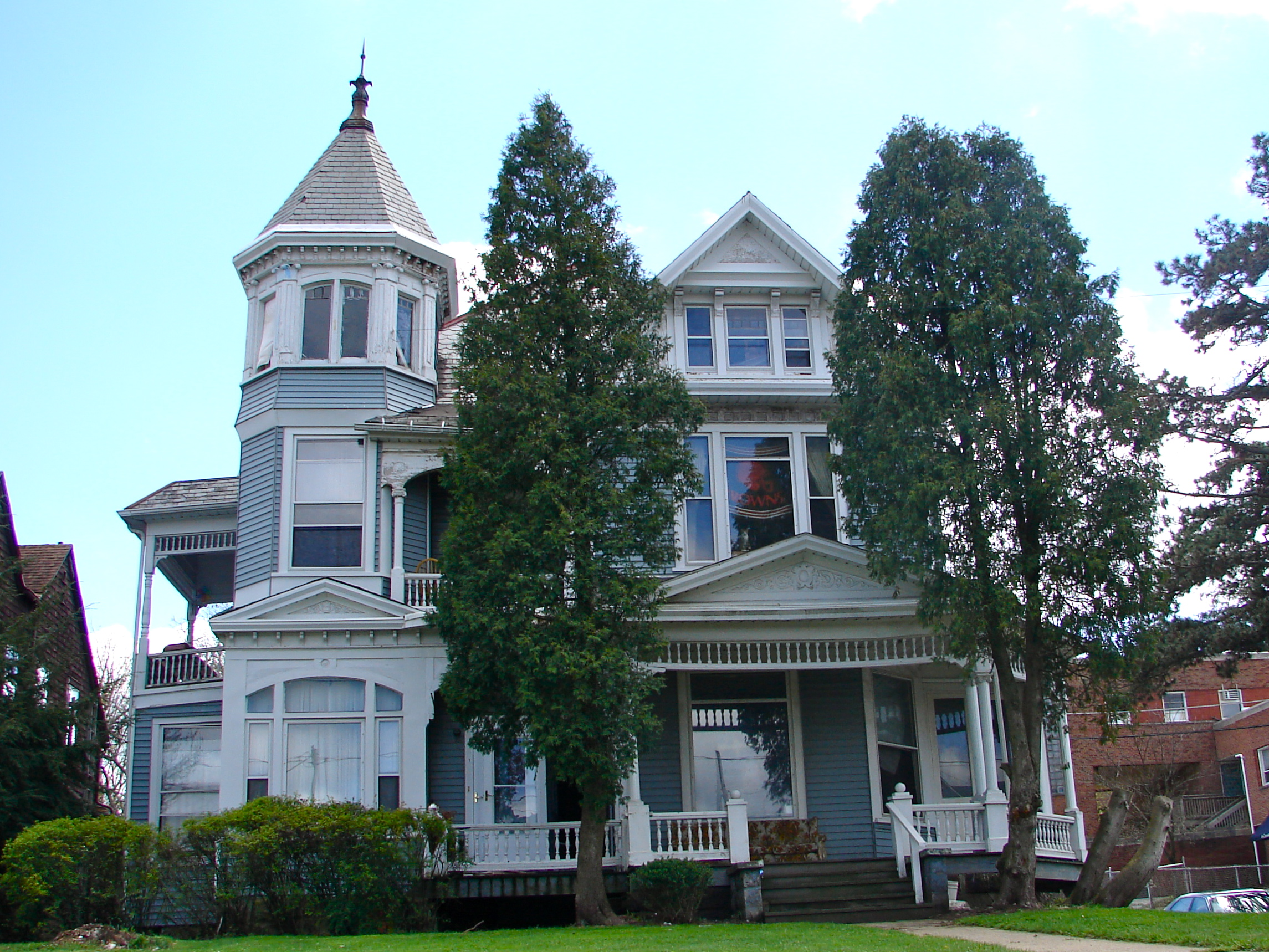

## Міста-побратими
- Менсфілд (Англія), Велика Британія